# 芳恵コンプリート15
『芳恵コンプリート15』（よしえコンプリートじゅうご）は、1985年8月21日に発売された柏原芳恵のベスト・アルバム。

## 概要
初めてオリコンTOP10内（6位）にランクインした7枚目のシングル「ハロー・グッバイ」から、21枚目のシングル「待ちくたびれてヨコハマ」までのシングル曲が発売順に収録されたA面コレクション・アルバム。収録曲の全てがオリコンTOP10入りを果たしている。
M-4「あの場所から」のみ、シングル・バージョンではなく5枚目のアルバム『セブンティーン』に収録されたバージョンになっている。

## 収録曲

### CD
1. ハロー・グッバイ
作詞：喜多条忠　作曲：小泉まさみ　編曲：竜崎孝路
  - 7枚目のシングルA面曲。
2. 恋人たちのキャフェテラス
作詞：三浦徳子　作曲：小泉まさみ　編曲：船山基紀
  - 8枚目のシングルA面曲。
3. 渚のシンデレラ
作詞・作曲：藤原いくろう　編曲：竜崎孝路
  - 9枚目のシングルA面曲。
4. あの場所から
作詞：山上路夫　作曲：筒美京平　編曲：大村雅朗
  - 10枚目のシングルA面曲。アルバム『セブンティーン』収録のアルバム・バージョン。
5. 花梨
作詞・作曲：谷村新司　編曲：青木望
  - 11枚目のシングルA面曲。
6. 春なのに
作詞・作曲：中島みゆき　編曲：服部克久・J.サレックス
  - 12枚目のシングルA面曲。
7. ちょっとなら媚薬
作詞：阿木耀子　作曲：宇崎竜童　編曲：萩田光雄
  - 13枚目のシングルA面曲。
8. 夏模様
作詞：微美杏里　作曲：松尾一彦　編曲：萩田光雄
  - 14枚目のシングルA面曲。
9. タイニー・メモリー
作詞・作曲：松山千春　編曲：石川鷹彦
  - 15枚目のシングルA面曲。
10. カム・フラージュ
作詞・作曲：中島みゆき　編曲：萩田光雄
  - 16枚目のシングルA面曲。
11. ト・レ・モ・ロ
作詞：松本隆　作曲：筒美京平　編曲：船山基紀
  - 17枚目のシングルA面曲。
12. 悪戯NIGHT DOLL
作詞：銀色夏生　作曲：筒美京平　編曲：船山基紀
  - 18枚目のシングルA面曲。
13. 最愛
作詞・作曲：中島みゆき　編曲：倉田信雄
  - 19枚目のシングルA面曲。
14. ロンリー・カナリア
作詞・作曲：中島みゆき　編曲：梅垣達志
  - 20枚目のシングルA面曲。
15. 待ちくたびれてヨコハマ
作詞：荒木とよひさ　作曲：三木たかし　編曲：若草恵
  - 21枚目のシングルA面曲。